# Catocala tschiliensis
Catocala tschiliensis är en fjärilsart som beskrevs av Bang-haas 1927. Catocala tschiliensis ingår i släktet Catocala och familjen nattflyn. Inga underarter finns listade i Catalogue of Life.